# Âge d'argent de l'alpinisme
L'âge d'argent de l'alpinisme est le nom donné (principalement en Grande-Bretagne) à l'époque qui a commence après l'ascension du Cervin par Edward Whymper en 1865 et qui s'achève avec l'ascension de la Dent du Géant par W. W. Graham en 1882. L'expression « âge d'argent » est reprise par l'alpiniste et historien anglais Arnold Lunn, dans son ouvrage A Century of Mountaineering (1957).
Alors que l'âge d'or de l'alpinisme (1854–1865) est caractérisé par les premières ascensions de nombreux sommets importants des Alpes, l'« âge d'argent » subséquent est marqué par les premières ascensions des nombreux sommets encore non gravis, bien que ces ascensions aient été peu médiatisées à l'époque en Grande-Bretagne.
Une fois ces sommets escaladés, de nombreux alpinistes ambitieux se sont tournés vers des chaînes plus éloignées et souvent plus élevées, telles que le Caucase, les Andes, les montagnes Rocheuses et, par la suite, l'Himalaya.
Parmi les éminents alpinistes et guides de montagne de l'époque, on trouve Christian Almer, Melchior Anderegg, Hermann von Barth, Alexander Burgener, W. A. B. Coolidge, Henri Cordier, Clinton Thomas Dent, James Eccles, D. W. Freshfield, Pierre Gaspard, Paul Grohmann, Paul Güssfeldt, John Oakley Maund (en), Thomas Middlemore, A. W. Moore, Albert F. Mummery, Julius von Payer et William Penhall (en).

## Ascensions pendant l'âge d'argent
- 1865 : Aiguille du Chardonnet, Lauterbrunnen Breithorn, Cima Tosa, Dammastock, Grünhorn, Hochfeiler, Monte Cevedale, Monte Cristallo, Nesthorn, Tschingelhorn, Vertainspitze
- 1866 : Dreiherrnspitze, Gross Litzner, Monte Zebrù, Piz Cengalo, Piz Platta, Piz Palü (1868?)
- 1867 : Cima de Piazzi, Civetta, Gletscherhorn, Hintere Schwärze, Olperer, Piz Badile, Pizzo Campo Tencia
- 1868 : Bellavista, Ebnefluh, Grandes Jorasses, Hochgall
- 1869 : Dreischusterspitze, Ellmauer Halt, Gspaltenhorn, Cima Grande, Gross Seehorn (en), Hochfrottspitze, Hohberghorn, Langkofel, Parseierspitze, Thurwieserspitze, Watzespitze
- 1870 : Ailefroide, Cimon della Pala, Lenzspitze
- 1871 : Aiguille du Plan, Dreitorspitze, Portjengrat, Trugberg, Waxenstein
- 1872 : Glocknerwand, Trafoier Eiswand (en), Cima di Vezzana
- 1873 : Aiguille de Rochefort, Hinterer Brunnenkogel, Le Râteau
- 1874 : Aiguille de Triolet, Pflerscher Tribulaun, Cima Catinaccio, Croda dei Toni
- 1875 : Roche de la Muzelle, Sass Maor
- 1876 : Aiguille du Plat de la Selle, Les Droites, Mont Collon
- 1877 : Aiguille Noire de Peuterey, La Meije, Pic Coolidge, Piz Scerscen
- 1878 : Aiguilles d'Arves, Aiguille du Dru, Cima Undici, Les Bans, Mont Maudit, Croda Rossa di Sesto
- 1879 : Cima Ovest, Dürrenhorn, Mont Argentera, Petit Dru
- 1880 : Aiguille des Grands Charmoz, Fußstein, Grohmannspitze, L'Olan
- 1881 : Aiguille du Grépon, Dôme de Rochefort, Cima Piccola, Totenkirchl
- 1882 : Dent du Géant, Mont Paterno

Un certain nombre de sommets majeurs sont gravis à une date ultérieure, comme l'Aiguille Blanche de Peuterey (1885).
De nombreux pics techniquement difficiles, en particulier dans les Dolomites, ne seront vaincus que plusieurs décennies plus tard, parmi eux le Campanile Basso (1899), le Campanile di Val Montanaia (1902), la Torre Venezia (1909), la Torre Trieste (1910) et l'Aiguille Dibona (1913).